# Bobby Astyr
Bobby Astyr (14 de novembre de 1937 - 7 d'abril de 2002) va ser un actor de cinema pornogràfic nord-americà.
Abans d'implicar-se en la pornografia, Astyr era músic. Va fer el seu debut al porno el 1974 i va aparèixer en moltes pel·lícules, com Barbara Broadcast el 1977, on va actuar com a maitre d'en un elegant restaurant de l'hotel de la ciutat de Nova York. Generalment interpretat per papers còmics, va ser batejat com "El príncep pallasso del porno". Astyr es va retirar a mitjans de la dècada de 1980. Sovint va actuar amb Samantha Fox, amb qui va mantenir una llarga relació. Més tard a la seva vida, Astyr va servir al junta directiva d'un projecte d'habitatges a l'East Village de Nova York. Després de lluitar contra el càncer de pulmó durant cinc o sis anys, Astyr va morir l'abril de 2002.

## Premis
- 1979 AFAA al millor actor secundari per People[7]
- 1999 Membre del Saló de la Fama de XRCO[8]